# ایراسکا
ایراسکا (به ایتالیایی: Airasca) یک سکونتگاه مسکونی در ایتالیا است که در استان تورین واقع شده‌است.

## خصوصیات
ایراسکا ۱۵٫۷ کیلومترمربع مساحت و ۳٬۷۸۸ نفر جمعیت دارد و ۲۵۷ متر بالاتر از سطح دریا واقع شده‌است.